# 법학자
법학자(法學者)는 학문 분야 중 법학 영역에서 연구를 행하는 연구자, 학자, 법률가를 말한다.
1. 개요:
법학자란 국가의 고등교육기관인 대학 등지에서 법학에 관한 학위를 취득하고 법학을 연구하는 자를 이르는 말로, 법학교수, 법학연구원 등을 통상 법학자라고 말한다.
2.법학교수: 대학등지에서 법학이라는 학문을 가르치는 교수로, 통상 법학자라 함은 이들을 가리키는 말이라고도 할 수 있다.
3. 법학연구원: 법학연구소 등지에서 법학을 전문적으로 연구하는 박사급 인력으로 이들은 대개 법학박사학위를 취득한 자들로 법학연구에 전념하는 이들이라고 할 수 있다. 이들 역시 법학자의 범주에 들어간다.
4. 그 밖에 법학이라는 학문의 대가: 위에서 언급한 자들 외에 법학이라는 학문의 대가 역시 법학자라고 할 수 있다.

## 같이 보기
- 법률가
- 법조인